# 4-та танкова армия (Вермахт)
4-та танкова армия (на немски: 4. Panzerarmee) е една от танковите армии на сухопътните войски на Вермахта сформирани по време на Втората световна война.

## История
На 17 февруари 1941 г. от формации изтеглени от 16-и моторизиран корпус е сформирана 4-та танкова група. Участва в операция Барбароса като част от група армии „Север“. Участва в настъплението към Ленинград. В средата на септември 1941 г. е прехвърлена към група армии „Център“ и взема участие в настъплението към Москва – операция „Тайфун“. На 1 януари 1942 г. формацията е преименувана в 4-та танкова армия. През април 1942 г. е прехвърлена към група армии „Юг“ и през юни взема участие в боевете край Курск. Като част от група армии „Б“ взема участва в лятната офанзива по поречието на Дон и Волга-операция „Блау“. През декември е придадена към група армии „Дон“ и взема участие в операция Зимна буря, опита да се отвори коридор към обградената в Сталинград 6-а армия.24-та танкова дивизия на армията е обкръжена в котела край Сталинград е през януари-февруари 1943 г.е унищожена. Участва в защитните боеве в южния сектор на Източния фронт. В началото на 1944 г. действа в района на Тамопол-Колев, Северна Украйна. Между април и септември 1944 г. е част от група армии „Северна Украйна“. Участва в боевете край Чолм, Лублин и отстъплението към Вистула, а в началото на 1945 г. до Одер през Полша. Между март и април участва в боевете в района на Гьорлиц-Губен. На 8 май 1945 г. се предава на американските войски.

## Командири
- Генералоберст Ерих Хьопнер – 24 ноември 1938 – 7 януари 1942 г.
- Генерал от пехотата Ричард Руоф – 8 януари 1942 – 31 май 1942 г.
- Генералоберст Херман Хот – 1 юни 1942 – 26 ноември 1943 г.
- Генерал на танковите войски Ерхард Раус – 26 ноември 1943 – 18 май 1944 г.
- Генералоберст Йозеф Харпе – 18 май 1944 – 28 юни 1944 г.
- Генерал на танковите войски Валтер Неринг – 28 юни 1944 – 5 август 1944 г.
- Генерал на танковите войски Херман Балк – 5 август 1944 – 21 септември 1944 г.
- Генерал на танковите войски Фриц-Хуберт Гресер – 21 септември 1944 – 8 май 1945 г.